# Heideroosjes
Heideroosjes est un groupe de punk rock néerlandais, originaire de Horst, dans la province de Limbourg. Il est composé de Marco Roelofs (chant), Frank Kleuskens (guitare), Fred Houben (basse) et de Igor Hobus (percussions). Ils chantent en néerlandais, anglais, allemand et limbourgeois.

## Histoire

### Débuts (1989–1998)
Le groupe est formé en 1989, et composé de Marco Roelofs (chant, guitare, paroles), Frank Kleuskens (guitare), Fred Houben (basse) et Igor Hobus (batterie). Les membres du groupe sont originaires de Horst et se connaissent depuis l'école secondaire. La formation du groupe ne changera jamais.
Les deux premiers albums du groupe, Noisy Fairytales en 1993, et Choice for a Lost Generation en 1994, sont publiés par le label discographique indépendant Fairytale Records. À leurs débuts, entre 1989 et 1994, le quatuor se construit une réputation solide sur scène. En 1995, Heideroosjes se popularise hors des Pays-Bas au festival Pinkpop. Quelques mois plus tard, ils jouent au Lowlands Festival. Un an plus tard, en 1996, le groupe joue de nouveau au Pinkpop, cette fois-ci sur la scène principale. Le troisième album, Fifi, atteint les classements musicaux pendant plus de six mois.
Dès 1996, Heideroosjes se concentre sur d'autres pays, en commençant par la Belgique. Après quelques tournées, le groupe continue dans des festivals comme le Rock Werchter et Pukkelpop. En 1998, Heideroosjes signe un contrat avec le label américain Epitaph. Ils participent ensuite à des tournées dans toute l'Europe avec notamment The Offspring, Pennywise, The Misfits, Bad Religion et Less Than Jake.

### Nouveaux albums (1999–2008)
En 2003, le groupe prépare une suite de leur album Fast Forward (2001). En 2004, le groupe célèbre son 15e anniversaire avec une tournée, et joue au 013 à Tilbourg et l'AB à Bruxelles. Cependant, le groupe est impliqué dans un accident de la route en Belgique ; les membres seront grièvement blessés. La visite prévue est annulée et se fera plus tard. 
En 2006, le deuxième DVD du groupe A Year in the Life of..., comprend leur tournée américaine. Il est réalisé par Marijn Poels. En mars 2006, Heideroosjes signe un contrat avec le label I Scream Records. Le label permet de les distribuer aux États-Unis. I Scream Records publie la compilation Royal to the Bone en décembre 2006. Au début de 2007, ils publient l'album Chapter Eight, The Golden State, enregistré à Los Angeles, et produit par Cameron Webb (Social Distortion, Motörhead, Sum 41, Ignite) de Pennywise. En février 2007, Heideroosjes tourne au Japon. En 2008, Heideroosjes ajoute un nouveau chapitre à sa carrière artistique. Le groupe joue une pièce de théâtre avec 80 représentations en Belgique et aux Pays-Bas. La représentation théâtrale est appelée Manie Manie.

### Séparation (2009–2012)
En 2009, le groupe célèbre sa vingtième année d'existence en tournée aux côtés notamment de Bløf, The Opposites, Urbanus, Rowwen Hèze, The Kids, Peter Pan Speedrock, Gorki, Di-rect, Epica, et Nailpin). En 2010, ils décident de faire une pause. 
En septembre 2012, ils se séparent après 23 ans d'existence,. Le réalisateur Leon Verdonschot annonce la réalisation d'un documentaire sur le groupe qui sera diffusé en décembre 2016. En 2015, Roelofs annonce la formation d'un nouveau groupe appelé Stavast. À l'été 2016, le groupe fait son premier concert.

### Retour (depuis 2019)
L'année 2019 marque le 30e anniversaire de la formation de Heideroosjes. Les membres du groupe décident d'organiser deux concerts dans des clubs en l'honneur de cet anniversaire. Le concert au Melkweg à Amsterdam le 26 janvier et le concert à l'Ancienne Belgique à Bruxelles le 2 février se déroulent tous deux à guichets fermés en moins de trois minutes, rapportent les pages des événements des deux salles et les canaux de médias sociaux de Heideroosjes. La demande de billets amène le quatuor à décider de jouer également dans quelques festivals aux Pays-Bas, en Belgique et en Allemagne. Il s'agit notamment de Paaspop, Jera on Air, Zwarte Cross, Pukkelpop, et Lokerse Feesten. Après une série de festivals, l'année anniversaire s'achève par cinq concerts à guichets fermés à Louvain, Utrecht et Amsterdam. Le dernier concert, au Paradiso Amsterdam, se joue à nouveau à guichets fermés en moins de 10 minutes, selon les médias sociaux du groupe et du Paradiso, 15 minutes après le début de la prévente. Le Dagblad NRC écrit dans une critique élogieuse (4 étoiles sur 5) à propos de ce concert « après sept ans d'absence, le groupe joue toujours aussi fort et serré ».
Heideroosjes lance par surprise le 4 décembre un nouveau single et un clip intitulé 2020, The Tering. Dans une interview accordée à la station de radio KINK, le chanteur Marco Roelofs a indiqué que « cela devait sortir ». La même station de radio fait de la chanson son KINKXL de la semaine, la faisant apparaître quotidiennement en rotation élevée. Le 24 septembre 2021, le groupe annonce via son propre site web que l'EP intitulé Infocalypse serait disponible à l'écoute sur divers services de streaming à partir de ce jour et serait en vente sous forme de CD et de LP à partir du 1er octobre 2021.
En octobre 2022, Heideroosjes donne 6 concerts à guichets fermés dans des clubs aux Pays-Bas et en Belgique. En 2024, Heideroosjes célèbre son 35e anniversaire avec 9 concerts dans des festivals et deux nouvelles chansons apparaissant en ligne : Blijven Schreeuwen et Dirk Fucks the System. Dans un article du Dagblad de Limburger, le chanteur Marco Roelofs déclare que le groupe fait délibérément moins de concerts et qu'il ne fait que de la « cueillette ».

## Discographie
- 1991 : In Your Face (démo)
- 1993 : Noisy Fairytales
- 1994 : Choice for a Lost Generation?!
- 1996 : Fifi
- 1997 : Kung-Fu
- 1998 : Smile... You're Dying!
- 1999 : Schizo
- 2001 : Fast Forward
- 2002 : It's a Life (12,5 Years Live!)
- 2004 : SINema
- 2006 : Royal to the Bone
- 2007 : Chapter Eight, the Golden State
- 2011 : Cease-Fire
- 2019 : 30 Years... Live (album live)
- 2021 : Infocalyps